# میرابیلیت
سولفات (به انگلیسی: Mirabilite_Glauber) با فرمول شیمیایی Na2SO4.10H2O از مجموعه کانی هاست و سفید از نظر شکل بلور: دریاچه‌های نمک داروژیزمان‌های نمک دریائی، رنگ: منشورهای کوتاه، شفافیت: صدفی، شکستگی: شیشه‌ای - چرب، جلا: کامل - مطابق باسطح، رخ: سولفات، سیستم تبلور: میرابیلیت، نمک گلوبر و در رده‌بندی مونوکلینیک است همچنین خاصیت مغناطیسی شفاف - نیمه شفاف
همایند کانی‌شناسی (پارانژ) آن در ساخت سود(Na) - شیشه گری - نقاشی است
کاربرد آن: آلمان، از نظر ژیزمان کمی محلول در آب و دارای مزه تلخ و شور است. به وسیله الکل تمیز و شسته می‌شود. در هوای آزاد آب خود را از دست می‌دهد و پودر سفید می‌شود. از کانیهای مشابه آن ناترون است که به وسیلهٔ مزه اش از آن مشخص می‌شود و مثل ناترون در اسید کلریدریک Co۲ متصاعد نمی‌کند. از کلمه sal mirabile glauberi نمک گلوبر گرفته شده‌است. یافت می‌شود.